# Huber See
Der Huber See, Hubersee, auch Hubsee oder Huberer Weiher genannt, ist ein aus einem Toteisloch entstandener See westlich von Penzberg. Seinen Namen hat er vom benachbarten Gut Hub, einem ehemaligen Bauernhof mit 99 ha Land, auf dessen Gelände der See sich befindet.

## Geographie
Gespeist wird der See – er ist in seiner Mitte maximal drei Meter tief – von unterirdischen Quellen (Gumpen) und aus dem Grundwasser des umgebenden Moorgebiets. Gemeinsam mit dem Strangenweiher, dem Kirnbergsee und Inselweiher bildet er eine kleine Seengruppe. Die Weiher haben keine natürlichen Zu- oder Abflüsse, sind aber künstlich miteinander verbunden und werden von den Gumpen des Hubersees und von Grundwasser gespeist. Inmitten der Seengruppe ist ein Campingplatz. Strangenweiher und Inselweiher werden zur Fischzucht genutzt.

## Trivia
Der Rand der Seengruppe ist von der Stadt Penzberg als Standort für ein künftiges Viersterne-Hotel vorgesehen. Ein Vorhaben, das durch zwei Bürgerentscheide verhindert wurde. Zum Schutz vor Hochwasser wird die Trockenlegung des Strangenweihers diskutiert, denn das Wasserwirtschaftsamt Weilheim sieht bei extremem Hochwasser das etwa 150 Meter entfernte Gleis der Kochelseebahn in Gefahr.

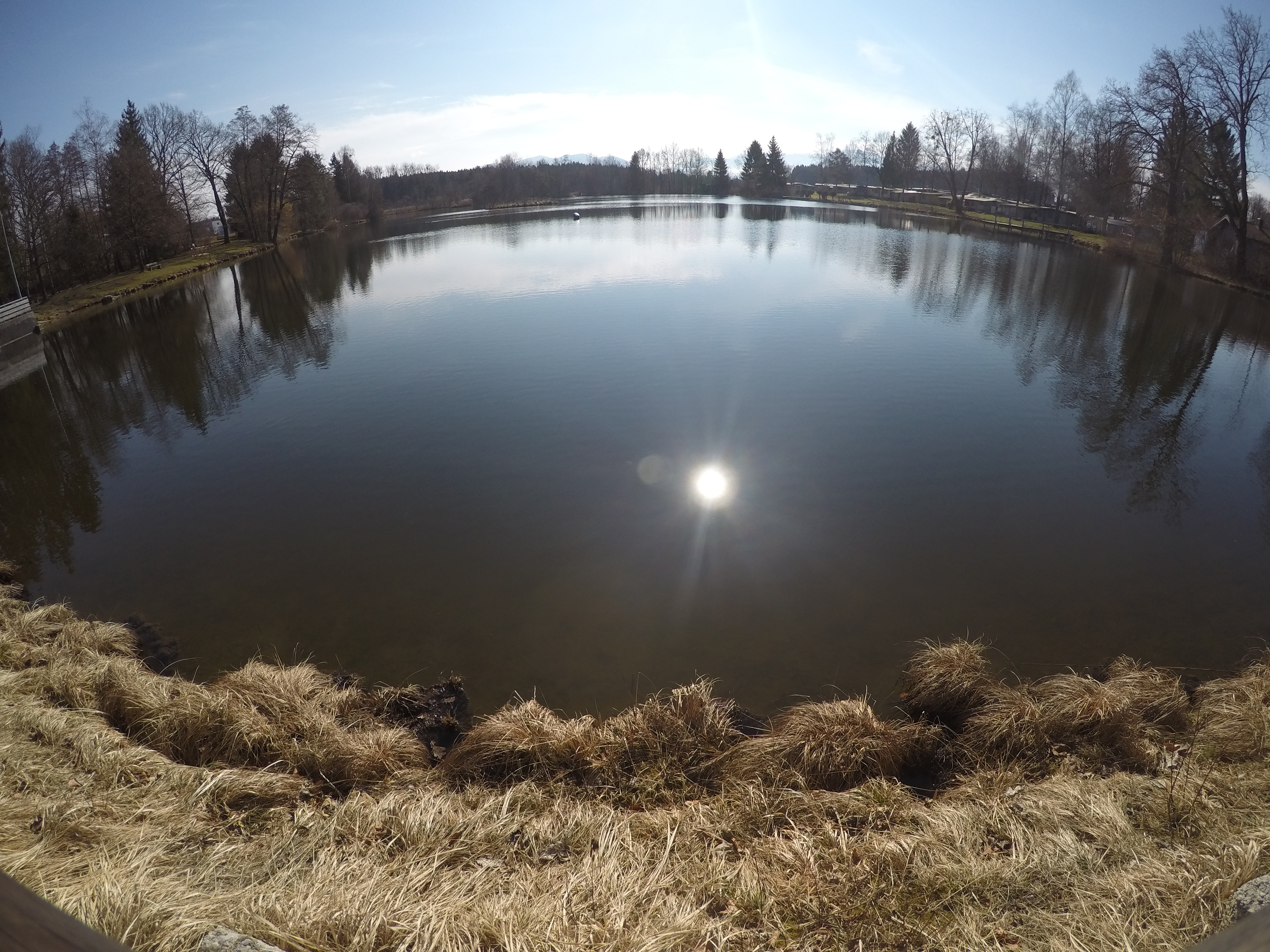
Kirnbergsee
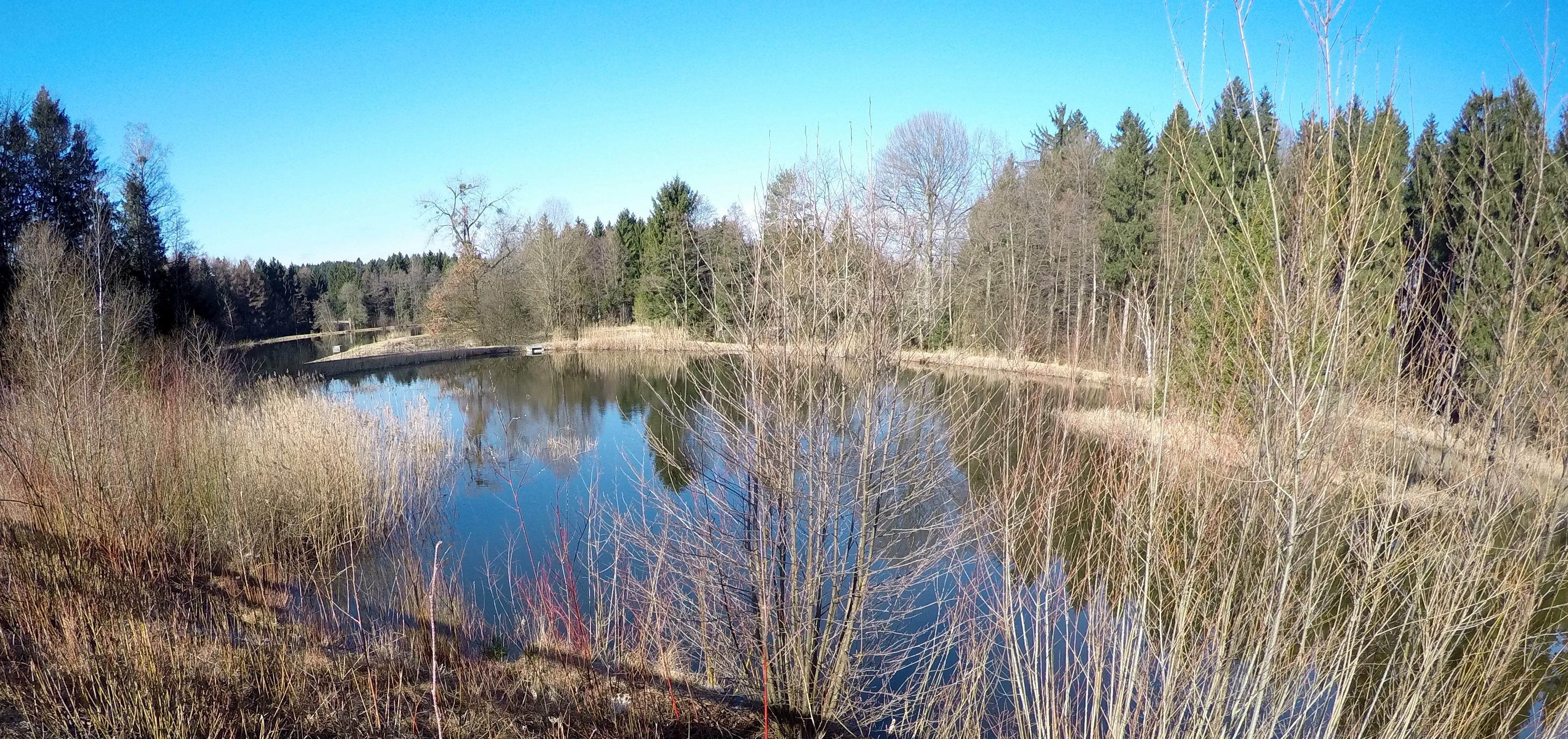
Strangenweiher (Hintergrund) und Inselweiher (Vordergrund)